# Duffman
Duffman er maskot og talsmand for Duff-bryggeriet. Han henfører til sig selv i tredje person konstant, og han elsker at sige "Oh Yeah" og "Duffman", med ekstra tryk på Duffman.
Duffmans sande identitet er meget omdiskuteret, da han flere gange har nævnt, at hans rigtige navn er Sid, Larry, og Barry Duffman. Men han har også sagt, at Duffman aldrig kan dø, kun skuespilleren som spiller ham ("Duffman can never die, only the actors who play him!"). Derfor er Duffman nok flere personer, da en enkelt Duffman tilsyneladende ikke har så stort et livsfoløb pga. det store påkrævede alkoholforbrug.
På et tidspunkt afslører Duffman, at han er af jødisk oprindelse under en fest for en flok tyskere hvor han reklamerer for Duff "This Reich will last a thousand beers! Oh, Ja". "I do this, and I'm Jewish".

## Citater
Citat I:
Duffman: Hey Duff lovers! Does anyone in this bar loooove Duff?
Carl: Hey, it's Duffman!
Lenny: Newsweek said you died of liver failure.
Duffman: Duffman can never die, only the actors who play him. Ooh yeah! 
Citat II:
Duffman: Duffman can't breathe! OH NO! 
Citat III:
Duffman: Duffman is thrusting in the direction of the problem!
Citat IV:
Titanya: But Duffman, you said if I slept with you I wouldn't have to touch the drunk! 
Duffman: Duffman... says a lot of things! Oh, yeah! 
Citat V:
Duffman: Duffman wants to party down with the man who sent in 10,000 Duff labels to bring me here today. I've got a bottomless mug of new Duff Extra Cold for, Barney Gumbel!
All: Chug! Chug! Chug! Chug! Chug! Chug!
Barney: I can't, I'm the designated driver! 
(Everything stops) 
Duffman: Yeah that's swell, Duff wholeheartedly supports the designated driver program. Now! Who wants to Party!